# 克利站
克利站是位于黑龙江省泰来县克利乡的一个铁路车站，邮政编码162405。车站建于1933年，有平齐铁路经过该站，现不办理客货运业务，车站及其上下行区间均未电气化。车站距离四平站468公里，隶属哈尔滨铁路局，是四等站。